# Coniglio polizzano
Il coniglio polizzano (u cunigghiu) è una ricetta della tradizione natalizia di Polizzi Generosa, in provincia di Palermo.
Nasce dalla tradizione della carne di coniglio che veniva servita nelle tavole dei nobili durante le feste natalizie.
La variante "povera" non contiene nessun tipo di carne ma solo verdure di stagione (cardi, carciofi, cuori di sedano, finocchietti selvatici, patate, cipolle olive e capperi) e baccalà (merluzzo).